# Irena Nadachowska
Irena Nadachowska (ur. 28 kwietnia 1922 w Stanisławowie, zm. 10 listopada 1998 w Warszawie) – polska rzeźbiarka.

## Życiorys
Była córką płk. dypl. Wojska Polskiego Adama Nadachowskiego.
Walczyła w powstaniu warszawskim. Po zakończeniu wojny studiowała w Akademii Sztuk Pięknych w Krakowie i Warszawie. Była uczennicą Xawerego Dunikowskiego. W latach 1969 i 1970 brała udział w plenerach oraz wystawie prac z ogólnopolskiej akcji plenerowej „Spotkania rzeźbiarskie” w Centrum Rzeźby Polskiej w Orońsku.

## Twórczość
Specjalizowała się w rzeźbie ceramicznej wykonanej z gliny szamotowej, pokrytej szkliwem, która okazała się tworzywem zbyt finezyjnym i kruchym w konfrontacji ze zrealizowanymi przez artystkę obiektami stojącymi w przestrzeni miejskiej Warszawy. Trzy spośród nich są chronione i zabezpieczone przed wandalizmem, co nie przysłużyło się właściwej ekspozycji pięknych dzieł. Jednakże to właśnie tworzywo artystyczne, którym się posługiwała, umożliwiło rzeźbienie delikatnych, smukłych postaci kobiecych. Wpływ na wybór artystycznego tworzywa miał niewątpliwie brat artystki prof. Franciszek Nadachowski, specjalista i twórca technologii ceramiki i materiałów ogniotrwałych.
Szereg swoich rzeźb, które pozostały w przestrzeni publicznej miasta, dedykowała Warszawie. Efektem udziału artystki w zorganizowanej w latach 70. XX w. akcji „Dla Ciebie Warszawo” jest kamionkowa rzeźba młodej kobiety zatytułowana „Kwiaciarka”. Pierwotnie ustawiona na zazielenionym podwórku przy ul. Celnej, obecnie przy ul. Brzozowej 11/13 na Starym Mieście.
Wpływ Xawerego Dunikowskiego jest wyraźnie widoczny nie tylko w tej rzeźbie. Pomnik żołnierzy AK poległych w ataku na Dworzec Gdański wzbogacony został w 1974 r. o ceramiczną rzeźbę, która przedstawia pełną zadumy postać młodej kobiety. To dzieło artystka nazwała „Nad partyzancką mogiłą”. Postać kobiety, rzeźba zatytułowana „Izabela Łęcka”  lub nosząca nazwę „Panienka z parasolką” dłuta Ireny Nadachowskiej, jest ozdobą warszawskiego Ogrodu Botanicznego.
W Warszawie są dwie rzeźby Ireny Nadachowskiej znajdujące się w zamkniętej przestrzeni publicznej. Na wysokim regale bibliotecznym zabytkowej Biblioteki Wilanowskiej w Pałacu Rzeczypospolitej, gdzie znajdują się zbiory specjalne Biblioteki Narodowej, stoi popiersie Jana Kochanowskiego. Poeta stoi w sąsiedztwie szeregu innych rzeźb. Nie udało się wyjaśnić, czy te rzeźby są dziełem zespołowym. W holu budynku, w którym działa polski reaktor jądrowy „Maria” w Narodowym Centrum Badań Jądrowych w Świerku ustawiona została jeszcze jedna rzeźba artystki pt. „Maria Skłodowska-Curie”.

## „Dla Ciebie Warszawo” – galeria rzeźb

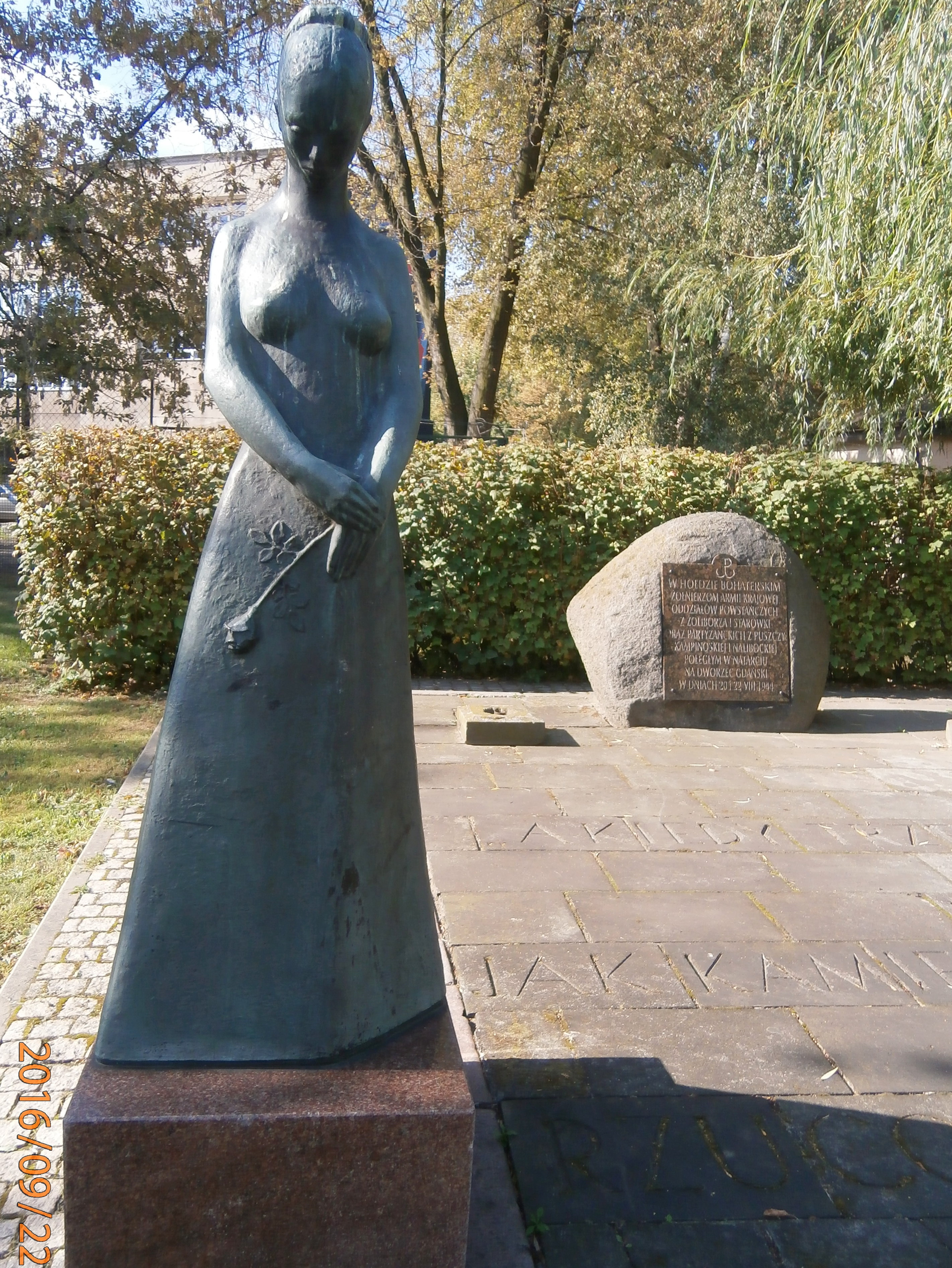
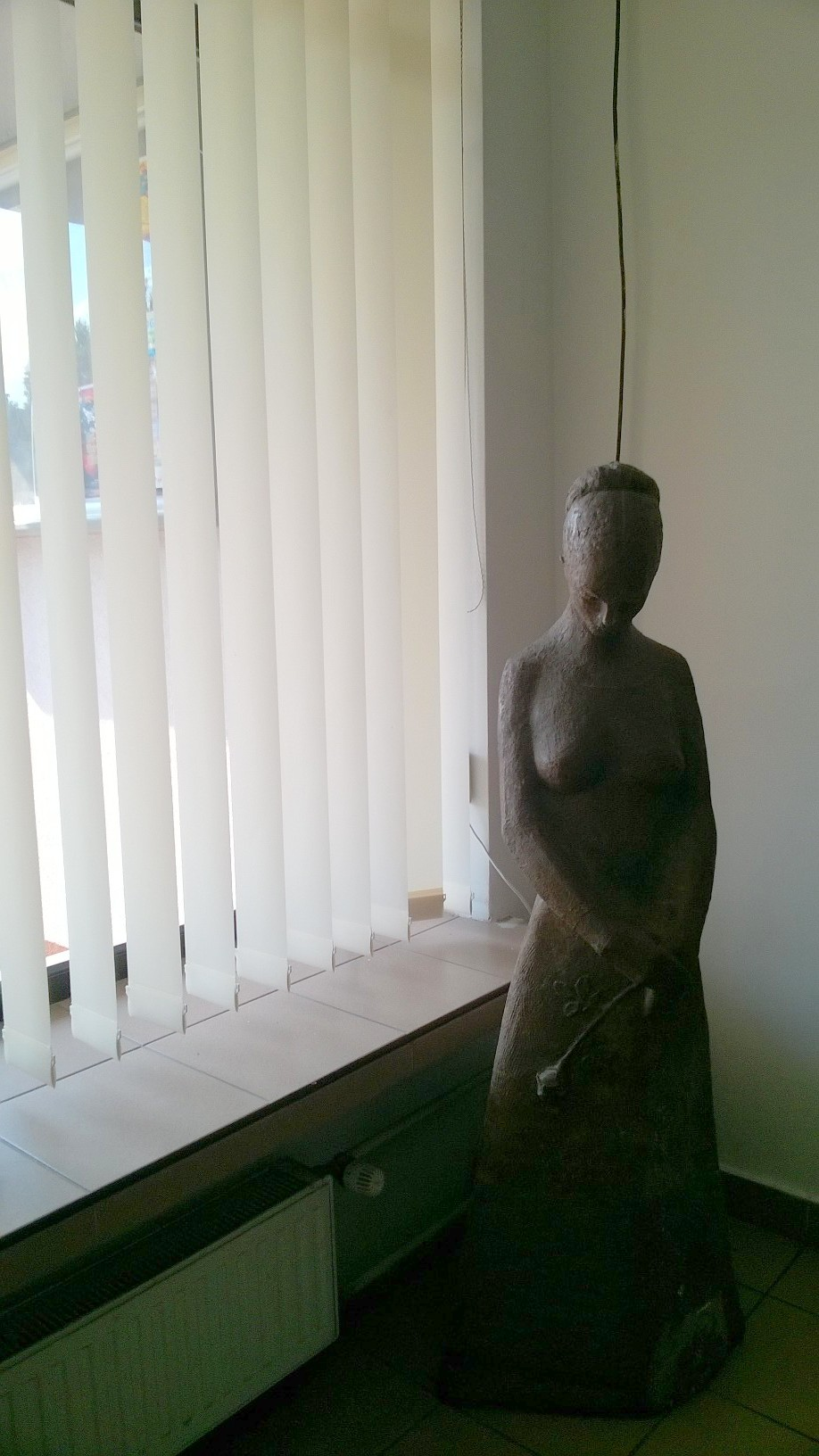
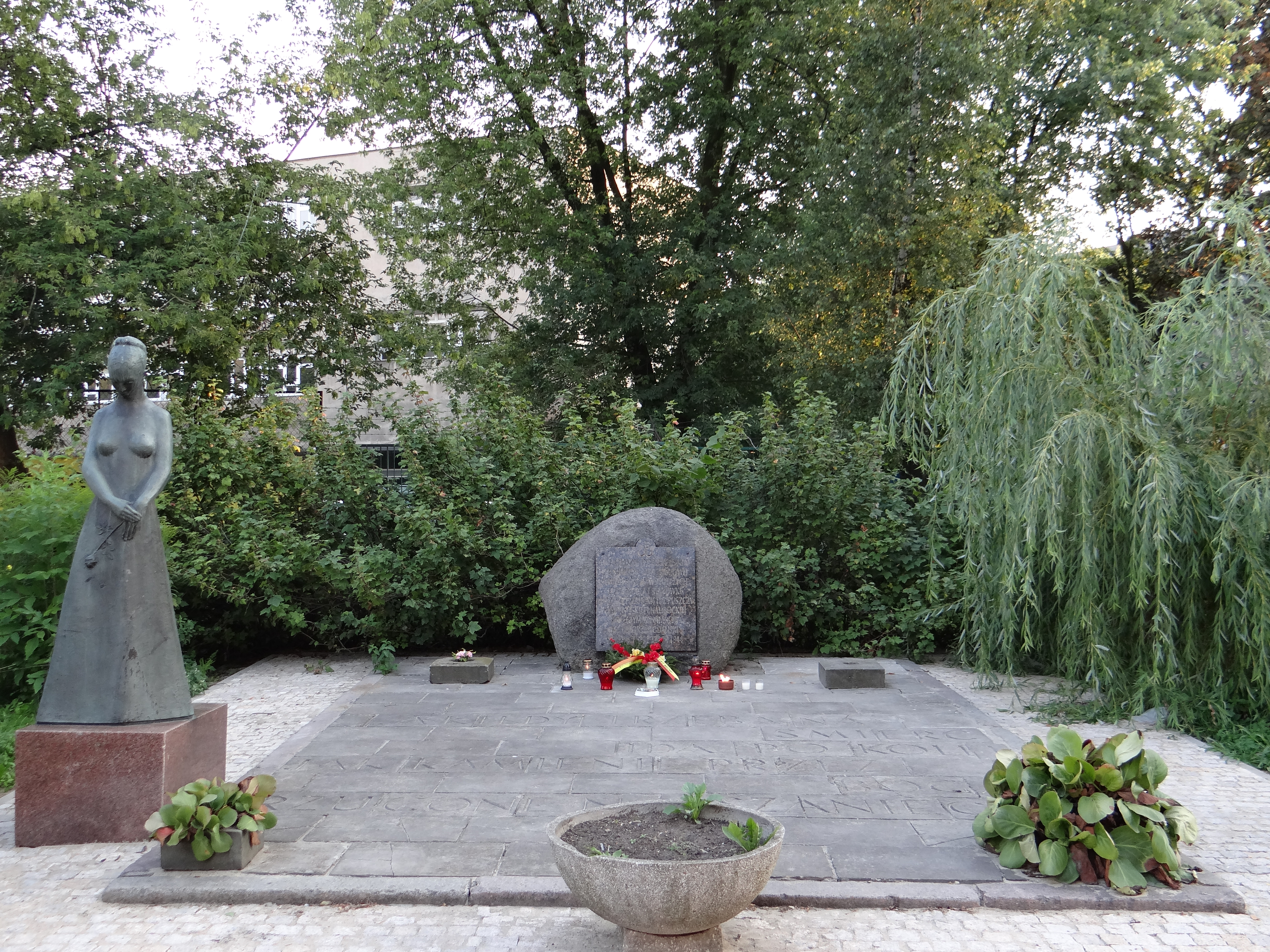
Pomnik żołnierzy AK poległych w natarciach na Dworzec Gdański
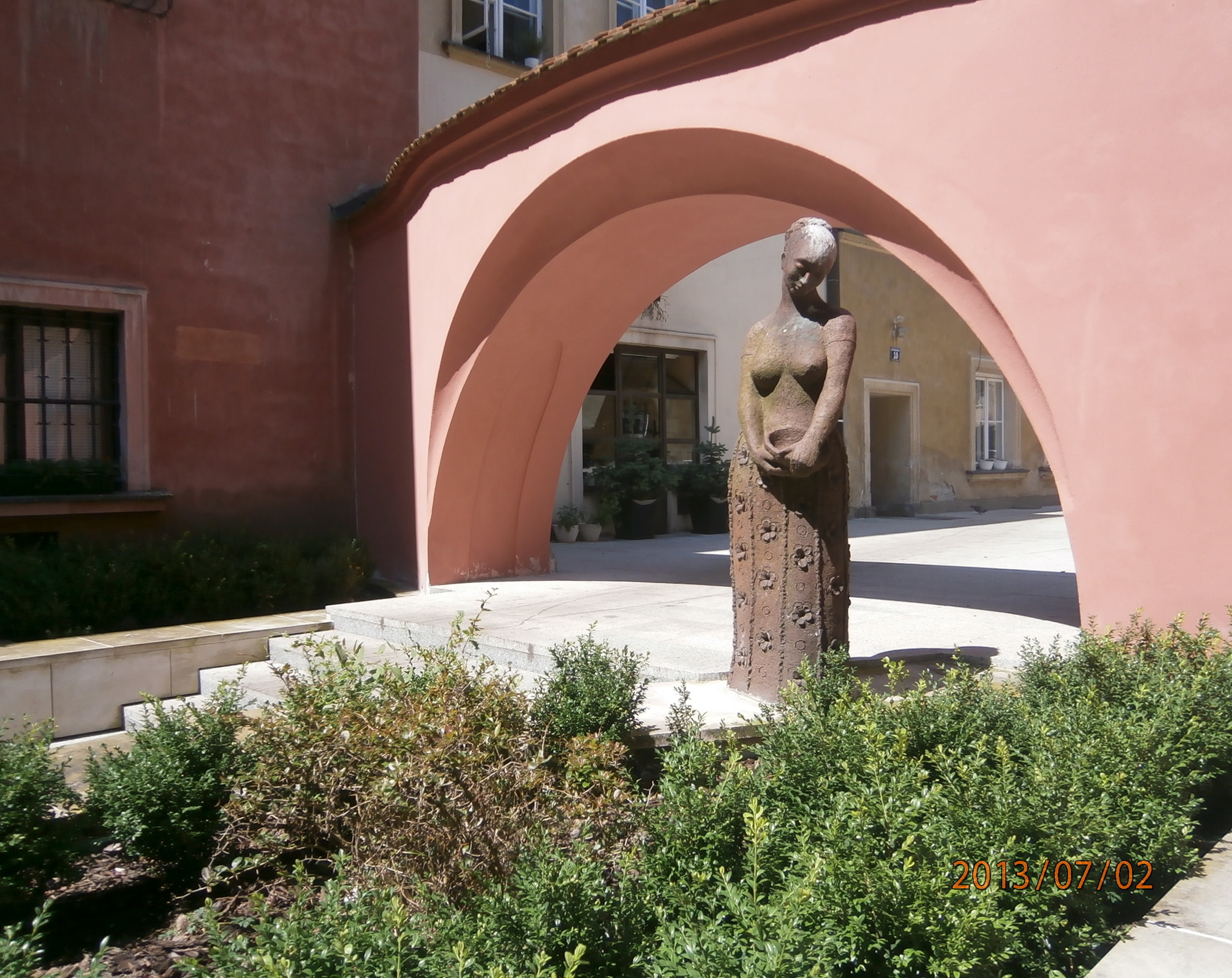
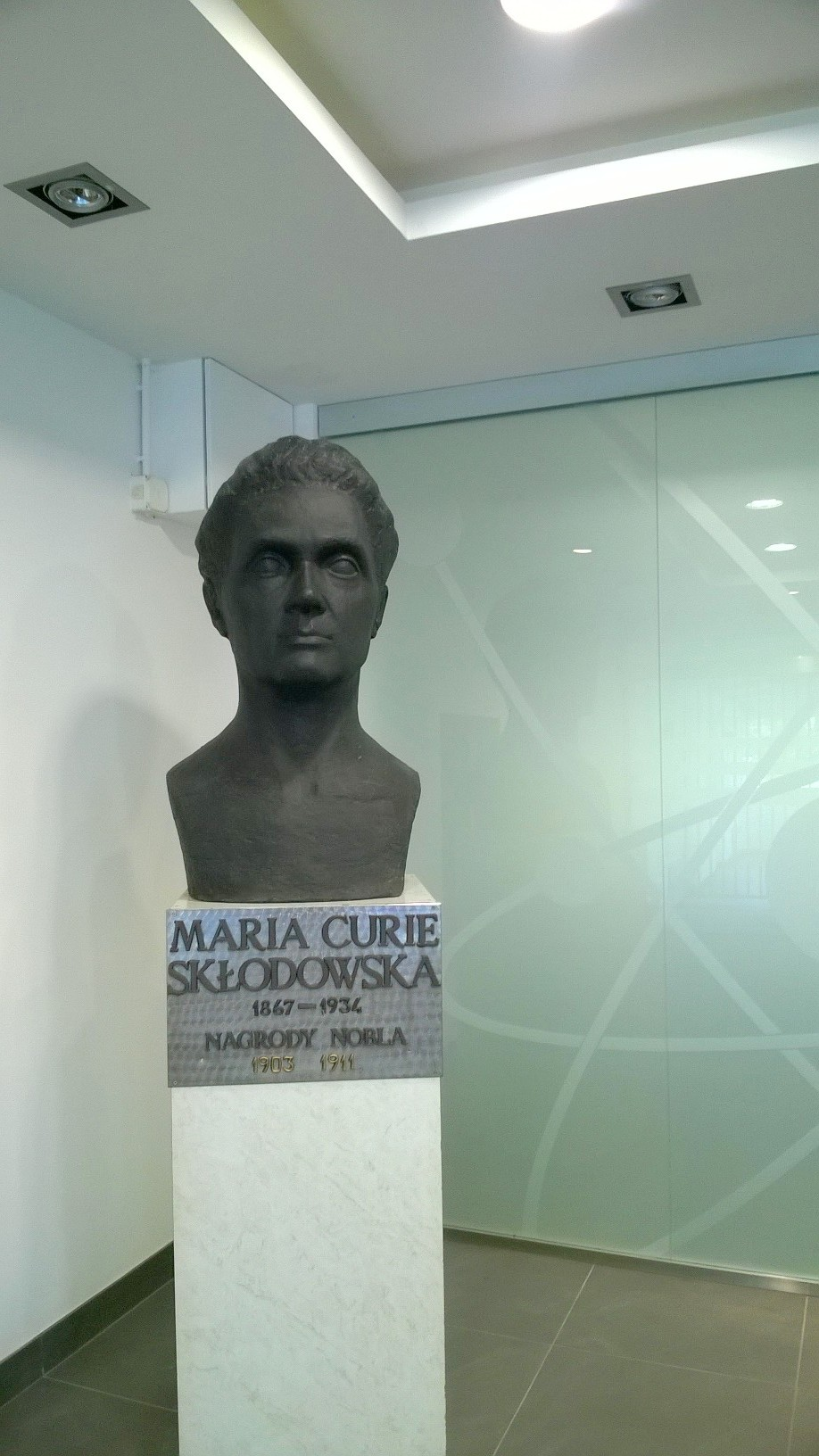